# Partamona xanthogastra
Partamona xanthogastra är en biart som beskrevs av José Gomes Pedro och Camargo 1997. Partamona xanthogastra ingår i släktet Partamona och familjen långtungebin. Inga underarter finns listade i Catalogue of Life.